# Muğanlı (ort i Azerbajdzjan, Aghstafa)
Muğanlı (ryska: Муганлы) är en ort i Azerbajdzjan.   Den ligger i distriktet Ağstafa Rayonu, i den västra delen av landet, 400 km väster om huvudstaden Baku. Muğanlı ligger 258 meter över havet och antalet invånare är 2 445.
Terrängen runt Muğanlı är huvudsakligen platt, men österut är den kuperad. Närmaste större samhälle är İkinci Şıxlı, 8,9 km väster om Muğanlı.
Trakten runt Muğanlı består till största delen av jordbruksmark. Runt Muğanlı är det ganska tätbefolkat, med 72 invånare per kvadratkilometer.